# Mail (program)
Mail – program pocztowy przeznaczony dla systemów OS X wydany przez Apple Inc. (pierwotnie NeXT). Po raz pierwszy pojawił się w systemie NeXTStep. W starszych wersjach systemu (do wersji OS X 10.8) Mail posiadał zintegrowany czytnik RSS.